# Velika kitajska lakota
Velika kitajska lakota (kitajsko: 三年大饥荒, "tri leta velike lakote") je bilo obdobje med letoma 1959 in 1961 v zgodovini Ljudske republike Kitajske (LRK), za katero je značilna razširjena katastrofalna lakota. Nekateri znanstveniki so vključili tudi leti 1958 ali 1962. Velika kitajska lakota velja za najsmrtonosnejšo lakoto in eno največjih nesreč, ki jih je povzročil človek v človeški zgodovini, z ocenjenim številom smrtnih žrtev zaradi lakote, ki se giblje v desetinah milijonov (nekatera poročila prikazujejo tudi 15 do 55 milijonov žrtev).

Glavni dejavniki, ki so prispevali k veliki lakoti, so bile politike pod vodstvom kitajskega komunističnega voditelja Maa Cetunga, kot so veliki skok naprej (1958 do 1962) in ljudska revolucija, kot tudi neučinkovita distribucija hrane znotraj nacionalnega načrtnega gospodarstva, ki je zahtevalo uporabo slabih kmetijskih tehnik, kampanja štirih škodljivcev, ki je zmanjšala populacije ptic (kar je povzročilo ekosistemske motnje), prekomerno poročanje o pridelavi žita in naročilo milijonom kmetov, naj preidejo na proizvodnjo železa in jekla. Namesto, da bi poskušal rešiti problem, je Mao zanj krivil protirevolucionarje in jih obtoževal, da so kradli in delili žito. Na tajnem sestanku v Šanghaju konec leta 1959 je Mao izdal ukaz o nabavi ene tretjine vsega žita s podeželja in dejal:
Kadar ni dovolj za jesti, ljudje umrejo od lakote. Bolje je, da polovica ljudi umre, tako da jih bo druga polovica lahko preživela.
Med konferenco sedem tisoč kadrov v začetku leta 1962 je Liu Shaoqi uradno pripisal 30 % lakote naravnim nesrečam in 70 % napakam, ki jih je povzročil človek ("三分天灾, 七分人祸"). Po sprožitvi reform in odpiranja je kitajska komunistična partija (KPK) junija 1981 uradno izjavila, da je lakota poleg nekaterih naravnih nesreč predvsem posledica napak velikega skoka naprej in protidesničarske kampanje in kitajsko-sovjetskega razkola.

## Vzroki

### Veliki preskok naprej
Ker je bila vzpostavitev proizvodnje železa in jekla opredeljena kot bistveni pogoj za gospodarski napredek, je bilo na milijone kmetov prisiljenih zapustiti svoje kmetije, da bi zagotovili delovno silo, potrebno za to novo dejavnost.
Sinolog Jean-Luc Domenach navaja, da je bila napovedana 100-odstotna, celo 150-odstotna rast v veliki meri zavajajoča. Vendar so bili prisilni odkupi kmetijskih proizvodov s strani države določeni glede na prijavljeno proizvodnjo. Posledično so lokalni uradniki še naprej prirejali podatke in pretiravali s kmetijsko proizvodnjo (浮夸风).

### Ljudska kolomuna
Med velikim preskokom naprej je bilo kmetijstvo organizirano v ljudske komune in prepovedano je bilo obdelovanje zasebnih parcel. Leta 2008 je Yang Jisheng želel povzeti učinke teh novih proizvodnih ciljev:
»V Xinyangu so bili lačni ljudje pred vrati skladišča žita. Ko so umirali, so vzklikali "Komunistična partija, predsednik Mao, rešite nas!" Če bi odprli skladišča v Henanu in Hebeiju, noben ne bi umrl. Ker je okoli njih umiralo na tisoče ljudi, uradniki niso pomislili, da bi jih rešili. Njihova edina skrb je bila pravilna izvedba oddaje žita. 

### Kmetijska tehnika
Skupaj s kolektivizacijo je centralna vlada odredila več sprememb kmetijskih tehnik, ki so temeljile na teorijah ruskega psevdoznanstvenika Trofima Denisoviča Lisenka. Ena od teh teorij se je nanašala na gostoto kmetijskih nasadov, ki se je potrojila. Teorija Trofima Lyssenka je bila, da rastline iste vrste med seboj ne bodo tekmovale. V praksi pa je ravno nasprotno, da je prišlo do zamikov v rasti, kar je povzročilo močan padec pridelka. Druga kmetijska politika je temeljila na zamislih Terentija Malceva, Lisenkovega kolega, ki je spodbujal kitajske kmete, naj orjejo zemljo globlje (do 1 ali 2 metra), saj je verjel, da je zemlja bolj rodovitna v globini, kar bi omogočilo, po njegovem mnenju zelo močna rast korenin. Vendar pa so bili kamenje in pesek, zagotovo neuporabni za kmetijstvo, izkopani, kar je povzročilo pokop zgornje plasti zemlje.

### Kampanja štirih škodljivcev
V kampanji štirih škodljivcev naj bi državljani ubijali vrabce in druge divje ptice, ki so jedle semena, da bi zaščitili agrarna polja. Ta kampanja je bila neuspešna in je povzročila eksplozijo populacije škodljivcev, zlasti žuželk, škodljivih za pridelke, kar je negativno vplivalo na proizvodnjo žita.

### Vladna politika
Glede na delo Amartya Sena, Nobelovega nagrajenca za ekonomijo in strokovnjaka za lakote, večina lakot ni le posledica zmanjšanja proizvodnje hrane, ampak tudi neučinkovite ali neustrezne distribucije hrane, ki jo pogosto poslabša pomanjkanje informacij in dejansko, zanikanje razsežnosti problema s strani oblasti. V primeru kitajske lakote se je mestno prebivalstvo zaščitilo, da bi zagotovilo določeno količino porabe žita. Lokalni uradniki na podeželju so zaradi nove gospodarske organiziranosti zaradi napovedane dosežene proizvodnje čisto preveč zmanjšali lastno proizvodnjo. Posledično so imeli kmetje veliko manj ostankov pridelka kot običajno.

### Naravne nesreče
Te korenite spremembe v organizaciji kmetijstva so sovpadale z neugodnimi vremenskimi razmerami, kot so suše in poplave. Julija 1958 je Rumena reka narasla in poplavila vzhodno Kitajsko. Leta 1960 je določena suša v kombinaciji z drugimi meteorološkimi dogodki prizadela 55 % pridelkov, medtem ko približno 60 % pridelkov na severu Kitajske sploh ni prejemalo deževnice.
Vendar pa obstajajo nesoglasja o pomenu suše in poplav pri povzročitvi katastrofalne kitajske lakote. Po podatkih, ki jih je objavila Kitajska akademija meteoroloških znanosti (中国气象科学研究院), suša leta 1960 ni bila neobičajna, njena resnost pa je veljala le za "blago" v primerjavi z drugimi leti - bila je manj resna od tistih v letih 1955, 1963, 1965-1967 in tako naprej. Poleg tega je Xue Muqiao (薛暮桥), takratni vodja kitajskega državnega statističnega urada, leta 1958 dejal, da pretiravajo z naravnimi nesrečami in razbremenijo uradne odgovornosti za smrti zaradi lakote. Zgodovinar Frank Dikötter je trdil, da večina poplav med lakoto ni bila posledica nenavadnih vremenskih pojavov, temveč množičnih, slabo načrtovanih namakalnih projektov, ki so bili del velikega skoka naprej.

## Posledice

### Padec proizvodnje
Neposredna posledica lakote je bil upad proizvodnje žita na Kitajskem, ki je leta 1959 upadla za 15 %. Po uradni kitajski statistiki, objavljeni leta 1984, se je kmetijska proizvodnja povečala z 200 milijonov ton leta 1958 na 143,5 milijona ton leta 1960. 

### Število žrtev
Zaradi pomanjkanja hrane in drugih dejavnikov, ki so bili v tem obdobju neugodni za dobro počutje ljudi, je leta 1961 število prebivalcev znašalo okoli 659.590.000, za približno 13 milijonov manj kot leta 1959. Padec rodnosti zaradi lakote in lačnih ljudi v letih 1960-61 so dramatično vidna na tej statistiki. Rodnost se je zmanjšala z 2,922 % leta 1958 na 2,086 % leta 1960, medtem ko se je stopnja umrljivosti med temi istimi datumi povečala z 1,198 % na 2,543 %. Za primerjavo, med letoma 1962 in 1965 so bile te stopnje približno 4 % oziroma 1 %.

Uradne stopnje umrljivosti kažejo veliko večje povečanje umrljivosti v nekaterih provincah Kitajske. Yu Dehong, enopartijski sekretar v Xinyangu med letoma 1959 in 1960, je dejal:
Šel sem v vas v provinci in tam videl na stotine trupel. Šel sem v drugo vas in tam videl na stotine drugih trupel. Psi naj bi jedli trupla. Rekel sem si, da to ni res, saj so pse ljudje že zdavnaj pojedli. 
Neuradne ocene so različne, a pogosto precej višje. Strokovnjaki na splošno menijo, da je vlada močno podcenila število smrtnih žrtev. Lu Baoguo, poročevalec tiskovne agencije Xinhua iz mesta Xinyang, je Yangu Jishengu povedal, česar si ni upal povedati: 
Konec leta 1959 sem z avtobusom prepotoval zelo dolgo pot iz Xinyanga v Luoshan in Gushi. Skozi okno sem videla trupla v jarkih.  Na avtobusu si nihče ni upal govoriti o smrti. V okrožju Guangshan je umrl vsak tretji človek. Čeprav so bile smrti povsod, so lokalni voditelji uživali v dobri hrani in alkoholu ... Ljudje so govorili, da je bila resnica prikrita. Nisem si je upal napisati.
Številke, ki ocenjujejo število žrtev, se med strokovnjaki zelo razlikujejo. Mnogi profesorji in raziskovalci ocenjujejo število "nenormalnih smrti" med 15 in 55 milijoni. Sinolog Jean-Luc Domenach v svoji knjigi China: The Forgotten Archipelago ocenjuje, da je med letoma 1959 in 1962 zaradi lakote umrlo 4 milijone kitajskih zapornikov, kar je 40 % zaporniške populacije. 

Ocene se tako razlikujejo zaradi netočnosti podatkov, med drugim tudi zaradi prizadevanj vlade, da bi prikrila pravo stanje (vsi podatki so bili do razkritja leta 1983 označeni kot izjemno zaupni). Nekateri ljudje zaradi svoje politične vpletenosti zanikajo številne od teh ocen in navajajo "pomanjkanje zanesljivih podatkov o popisu celotnega kitajskega prebivalstva". Tako je Wim F. Wertheim, zaslužni profesor Univerze v Amsterdamu, v članku z naslovom "Divji labodi in Maova agrarna strategija" zapisal:
Pogosto se trdi, da v popisih iz šestdesetih let prejšnjega stoletja manjka "med 17 in 29 milijoni Kitajcev" v primerjavi z uradnimi številkami popisa iz leta 1950. Vendar te ocene nimajo nobenega videza zanesljivosti. .res je težko verjeti, da se je kitajsko prebivalstvo v razmeroma kratkem času (1953-1960) povečalo s 450 na 600 milijonov ljudi. 

### Kanibalizem
Obstajajo številna ustna poročila in nekaj uradnih dokumentov o človeškem kanibalizmu v času lakote. Da bi preživeli, so se morali ljudje zateči k zaužitju vseh možnih sredstev, vključno z zauživanjem umazanije in celo s človeškim mesom. Zaradi obsega lakote je bil kanibalizem opisan kot "v obsegu, ki mu ni para v zgodovini 20. stoletja".